# Michael Gross

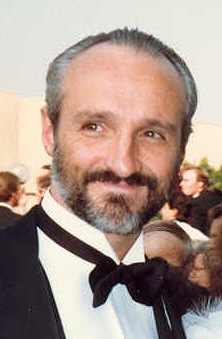
Michael Gross bei den Emmys 1987

Michael Gross (* 21. Juni 1947 in Chicago, Illinois) ist ein US-amerikanischer Schauspieler.

## Biografie
Michael Gross ist der ältere Bruder der Saturday-Night-Live-Autorin Mary Gross und wurde nach dem Abschluss der Highschool Schauspieler. Zunächst spielte er in der Familienserie Familienbande mit Michael J. Fox.
Danach bekam er in Tremors – Im Land der Raketenwürmer eine Nebenrolle als schießwütiger Waffenliebhaber Burt Gummer, die er auch in der Fortsetzung Tremors 2 – Die Rückkehr der Raketenwürmer spielte. In Teil 3 von Tremors wurde die Rolle des Burt Gummers dann zur Hauptrolle, während er in Teil 4 einen zunächst pazifistischen Urahnen Burt Gummers verkörpert, der im wilden Westen gegen die Raketenwürmer antritt. 2015 war er in Tremors 5 – Blutlinien zu sehen, 2018 in Tremors 6 – Ein kalter Tag in der Hölle, ebenso in Tremors: Shrieker Island (2020). Als einziger Darsteller spielte er in allen sieben Tremors-Filmen mit. Zwischen Teil 3 und 4 wirkte er in Tremors – The Series mit.
Seine Kinofilme sind hauptsächlich in Filme für ein Familienpublikum, Filmdramen, Krimis und Katastrophenfilme zu unterteilen. Michael Gross spielte außerdem in der Serie Emergency Room – Die Notaufnahme und in über 45 Theaterstücken mit, u. a. in Shakespeares Othello.
Als Nebenjob entwirft er Eisenbahnmodelle und setzt sich für Jugendliche ein. Er gewann in der US-amerikanischen Version der Sendung Glücksrad einst über hunderttausend Dollar.
Am 2. Juni 1984 heiratete er die Casting-Direktorin Elza Bergeron, mit ihr hat er zwei Kinder.

## Filmografie (Auswahl)
- 1975: Ein Mädchen, ein Muli und Omas Whisky (A Girl Named Sooner), (Fernsehfilm)
- 1980: Sag mir, was Du willst (Just Tell me what you want)
- 1981: Haus meiner Träume (Dream House, Fernsehfilm)
- 1982: Kleine Gloria – Armes reiches Mädchen (Little Gloria... Happy at Last, Fernsehfilm)
- 1982–1989: Familienbande (Family Ties, Fernsehserie, 176 Folgen)
- 1983: Mission: Nordpol (Cook & Peary: The Race to the Pole, Fernsehfilm)
- 1984: Summer Fantasy (Fernsehfilm)
- 1985: Ein Brief mit Konsequenzen (A Letter to Three Wives, Fernsehfilm)
- 1985: Finder of Lost Loves (Fernsehserie, eine Folge)
- 1987: Das Recht zu sterben (Right to Die, Fernsehfilm)
- 1988: FBI: Mörder (In the Line of Duty: The FBI Murders, Fernsehfilm)
- 1988: Zwei mal Zwei (Big Business)
- 1989: Zeitsprung in die Tafelrunde (A Connecticut Yankee in King Arthur’s Court, Fernsehfilm)
- 1990: Tremors – Im Land der Raketenwürmer (Tremors)
- 1990: Das vergessene Volk (Vestige of Honor, Fernsehfilm)
- 1991: Mord in der Dämmerung (In the Line of Duty: Manhunt in the Dakotas, Fernsehfilm)
- 1991: Cool as Ice
- 1992: Alan & Naomi
- 1992: Blutspur in die Vergangenheit (With a Vengeance, Fernsehfilm)
- 1993: Batman (Fernsehserie, Folge 1x56 See No Evil)
- 1993: Feuersturm über Kalifornien (Firestorm: 72 Hours in Oakland, Fernsehfilm)
- 1994: Avalanche – Geisel im Schnee (Avalanche, Fernsehfilm)
- 1994: Dream On (Fernsehserie, eine Folge)
- 1994: Verloren im Schneesturm – Eine Familie kämpft ums Überleben (Snowbound: The Jim and Jennifer Stolpa Story, Fernsehfilm)
- 1995: Vom Lehrer bedrängt – Mißbrauch an der Schule (Deceived by Trust: A Moment of Truth Movie, Fernsehfilm)
- 1995: Die Erinnerung bringt den Tod (Awake to Danger, Fernsehfilm)
- 1995: Tremors 2 – Die Rückkehr der Raketenwürmer (Tremors II – Aftershocks)
- 1996: Ed McBain: Tod einer Tänzerin (Ed McBain’s 87th Precinct: Ice, Fernsehfilm)
- 1996: Geiseldrama an Bord von Flug 285 (Hijacked, Fernsehfilm)
- 1996: Manchmal kommen sie wieder II (Sometimes They Come Back … again)
- 1996: Ein Wink des Himmels (Promised Land, Fernsehserie, eine Folge)
- 1996: Skandal in Hollywood (The Making of a Hollywood Madam, Fernsehfilm)
- 1996: Outer Limits – Die unbekannte Dimension (The Outer Limits, Fernsehserie, Folge 2x12 Inconstant Moon)
- 1997: Ally McBeal (Fernsehserie, Folge 2x20 Only the Lonely)
- 1997: Ed McBain: Der Lockvogel (Ed McBain’s 87th Precinct: Heatwave, Fernsehfilm)
- 1997: Begierde – The Hunger (The Hunger, Fernsehserie, Folge 1x09 But at My Back I Always Hear)
- 1997: Absturz in der Wildnis (True Heart)
- 1998: Ground Control
- 1999: Batman of the Future (Batman Beyond, Fernsehserie, Stimme)
- 1999: The Norm Show (Fernsehserie, 2 Folgen)
- 2000: Chaos City (Fernsehserie, eine Folge)
- 2000: Family Law (Fernsehserie, eine Folge)
- 2000: Law & Order (Fernsehserie, Folge 10x16 Trade This)
- 2001: Tremors 3 – Die neue Brut (Tremors 3: Back to Perfection)
- 2001–2004: Emergency Room – Die Notaufnahme (ER, Fernsehserie, 6 Folgen)
- 2002: Criminal Intent (Fernsehserie, Folge 1x12 Crazy)
- 2003: Tremors (Fernsehserie, 11 Folgen)
- 2004: Explosionsgefahr: Eine Stadt am Abgrund (Combustion, Fernsehfilm)
- 2004: The Drew Carey Show (Fernsehserie, 4 Folgen)
- 2004: Tremors 4 – Wie alles begann (Tremors 4: The Legend Begins)
- 2005: Mrs. Harris – Mord in besten Kreisen (Mrs. Harris)
- 2006–2011: How I Met Your Mother (Fernsehserie, 3 Folgen)
- 2008: Stay Cool – Feuer & Flamme (Stay Cool)
- 2008: 100 Million BC
- 2012: Adopting Terror (Fernsehfilm)
- 2012: CSI: Vegas (Fernsehserie, Folge 13x06)
- 2014: Anger Management (Fernsehserie, 4 Folgen)
- 2015: Tremors 5 – Blutlinien (Tremors 5: Bloodlines)
- 2016: Law & Order: Special Victims Unit (Fernsehserie, Folge 17x21 Assaulting Reality)
- 2018: Tremors 6 – Ein kalter Tag in der Hölle (Tremors: A Cold Day in Hell)
- 2018: Liebesbriefe zu Weihnachten (Christmas Pen Pals, Fernsehfilm)
- 2020: Tremors: Shrieker Island
- 2024: The Yoga Teacher (Chosen Family)
- 2024: The Merry Gentlemen

## Auszeichnungen
- Video Premiere Award für Tremors 3 – Die neue Brut (Bester Hauptdarsteller)
- Video Premiere Award (Special Award) für Tremors (Bester Nebendarsteller)